# Martin Špetle z Třibřich a Ostřešan
Martin Špetle z Třibřich a Ostřešan (19. července 1544 Ostřešany u Chrudimi – 13. října 1623 zámek Janowiec, východní Polsko) byl český diplomat 2. poloviny 16. století, spolupracovník Viléma z Rožmberka a Jana Zamojského, působící zejména v Polsku, kde prožil většinu svého života.

## Životopis
Martin Špetle se narodil roku 1544 na tvrzi v Ostřešanech ve východních Čechách v katolické zemanské rodině. Jeho otec Jan Špetle (1513–1565) byl i přes relativně skrovný původ zcestovalý a vzdělaný muž, který v mládí pobýval zejména u místodržitelského dvora v Nizozemí ovládaném tehdy ještě Habsburky. Matka Martina Špetle, Bohunka z Gutštejna, byla spřízněna s mocným rodem Rožmberků.
Martin Špetle navštěvoval jako žák klášterní školu v Teplicích nad Metují poblíž slezských hranic. Roku 1561 jej rodina vypravila na univerzitu v Paříži, kde nadaný Martin mohl pokračovat ve studiu svobodných umění. Zde se také seznámil s významným polským šlechticem Janem Zamojským. Roku 1563 pak Martin Špetle přešel na studia práv do italské Padovy. Po návratu do Čech roku 1567 se dostal na rožmberský dvůr.
Spolu s Vilémem z Rožmberka se roku 1573 po smrti posledního Jagellonce na polském trůně Zikmunda II. Augusta vydal do Varšavy k volbě polského krále, při níž Rožmberk na žádost císaře Maxmiliána I. zastupoval kandidaturu jeho syna Arnošta Habsburského. Přestože kandidatura byla neúspěšná (králem byl zvolen Jindřich z Valois), čeští diplomaté si v Polsku získali dobré jméno i stoupence pro pozdější úvahy o možné kandidatuře Viléma z Rožmberka na trůn uvolněný roku 1574 útěkem Jindřicha z Valois zpět do Francie. Mezi nejvýznamnější Rožmberkovy podporovatele patřil vedle Petra Zborovského a Stanislawa Szafraňce také radomský kastelán Andrzej Firlej. S Firlejovou nejmladší dcerou Barbarou se Martin Špetle roku 1578 oženil. Kvůli svatbě s členkou známé kalvínské rodiny Martin Špetle konvertoval. Novomanželé se usadili na hradě Szpikłosy ve východním Polsku a vedli v následujících deseti letech poklidný rodinný život.
Roku 1586 zemřel polský král Štěpán Báthory a nastalo opět období bezvládí vyplněné agitací nových kandidátů, mezi nimiž nakonec získali největší podporu švédský král Zikmund III. Vasa a Maxmilián Habsburský. Po volbách v srpnu 1587, které se konaly na dvou místech a při nichž se část šlechty vyslovila pro švédského kandidáta a menšina pro habsburského, se Maxmilián pokusil obsadit Krakov a zajistit si tak korunovaci. Byl však zajat Janem Zamojským. Vilém z Rožmberka byl císařem Rudolfem pověřen, aby s Janem Zamojským vyjednal podmínky propuštění jeho bratra. Role zprostředkovatele se ujal Martin Špetle, podařilo se mu přimět Jana Zamojského a Viléma z Rožmberka, aby ve chvíli, kdy se jednání mezi oběma delegacemi dostalo do mrtvého bodu, přikročili k neformálnímu osobnímu setkání. Při něm se oběma státníkům podařilo zažehnat hrozbu většího válečného konfliktu a dojednat Habsburkovo propuštění výměnou za to, že se vzdá všech nároků na polskou korunu.
Po své úspěšné diplomatické misi odjel Martin Špetle ještě téhož roku do Anglie, kde měl na žádost těžce nemocného Viléma z Rožmberka pátrat po významných hudebních dílech té doby, zejména po ztraceném Rekviem Josquina des Préz, které se údajně dostalo k rukám královny Alžběty I. Po návratu do Polska se Martin Špetle připojil k válečné výpravě Jana Zamojského proti Turkům a zúčastnil se roku 1595 bitvy u Cecory, v níž Jan Zamojský porazil spojence Osmanů, Tatary.
O rok později, roku 1596 navštívil Martin Špetle s blíže neznámým diplomatickým posláním Itálii. Je pouze známo, že z Itálie do Polska přivezl některé skvosty manýristické hudby a poezie.
Martin Špetle z Třibřich a Ostřešan zemřel 13. října 1623 u svého švagra na zámku Janowiec. Jeho majetek, který zanechal v Čechách, byl vzhledem k evangelickému vyznání, jež Martin Špetle přijal v 70. letech 16. století, zabaven a jako konfiskát prodán.